# حسيني (مقاطعة دهغلان)
حسيني (بالفارسية: حسینی) هي قرية تقع في قسم حومة دهغلان الريفي (مقاطعة دهغلان) في إيران. يقدر عدد سكانها بـ 459 نسمة .